# Amor Novo
"Amor Novo" é uma canção da cantora brasileira Joelma com participação da cantora compatriota Ivete Sangalo, contida em seu primeiro álbum ao vivo, Avante (2017). Foi composta por Edu Luppa e Marquinhos Maraial e produzida por Tovinho. A faixa foi lançada como o primeiro single do álbum em 13 de janeiro de 2017 através da Universal Music.

## Antecedentes e lançamento
A gente tentava fazer essa parceria faz muito tempo. Quando ela me encontrou no ano passado, perguntou: “quando vamos gravar uma música juntas?”. E eu disse: “fechou, mês que vem vou gravar meu DVD”. Tive que achar uma música e caiu como uma luva essa letra, porque é um papo de mulher para mulher.— Joelma sobre a parceria com Ivete Sangalo e a letra de "Amor Novo". R7
Em 23 de agosto de 2016, Joelma anunciou, em suas contas nas redes sociais, a gravação do seu primeiro álbum ao vivo para 9 de novembro de 2016 na casa de shows Coração Sertanejo, em São Paulo. Em 31 de outubro, ela divulgou a participação especial da cantora Ivete Sangalo no projeto. O convite surgiu quando as cantoras se encontraram no Prêmio Multishow de Música Brasileira de 2016. Uma canção então inédita chamada "Amor Novo" foi escolhida para ser interpretada pelas duas cantoras. Durante a gravação, a faixa chegou a ser repetida quatro vezes, uma vez que Joelma e Ivete não tiveram tempo de ensaiar antecipadamente.
"Amor Novo" foi anunciada como o primeiro single do projeto em 7 de dezembro de 2016. Em 6 de janeiro de 2017, Joelma divulgou a data do lançamento da faixa para o dia 13 do mesmo mês. No Twitter, o título da canção ficou entre os assuntos mais comentados do Brasil. Seu vídeo ao vivo estreou em 12 de janeiro de 2017 no TVZ, se tornando o 16⁰ videoclipe com a maior audiência do ano no programa. No YouTube, o vídeo alcançou a marca de um milhão de visualizações em menos de uma semana.

## Apresentações ao vivo
Joelma cantou "Amor Novo" ao vivo em várias ocasiões durante a promoção do álbum em 2017, principalmente em programas de televisão. Ela fez a primeira apresentação televisionada da canção no Legendários em 10 de março de 2017. Em 23 de abril, cantou a faixa no Hora do Faro, junto com "Chora Não Coração" e "Voando pro Pará". Em 23 de maio, a canção foi incluída no repertório da cantora no Música Boa Ao Vivo. Em 26 de julho, interpretou a canção no Gugu, junto com as faixas supracitadas. Em 3 de novembro de 2017, a cantora interpretou a canção novamente no Legendários, junto com "Chora Não Coração" e "Não Teve Amor".